# Bela knjiga
Bela knjiga (engl. white paper) jeste dokument koji sadrži stav vlade, organizacije, udruženja ili kompanije. Ime je dobijeno zbog belih korica uveza koji se koristio za ovakve dokumente, za razliku od plavih korica koje se nalaze na većini vladinih izveštaja. Danas se bele korice ne koriste toliko često.
Belu knjigu piše tim eksperata na određenu temu: izveštaj o vladinoj politici, dokument čija namena jeste da podučava industrijske potrošače. Bela knjiga služi kao pomoć ljudima prilikom donošenja odluka.
U modernoj britanskoj ili irskoj terminologiji, bela knjiga je izjava o vladinoj politici.

## Spoljašnje veze
Mediji vezani za članak Bela knjiga na Vikimedijinoj ostavi